# مارتن أتكينز
مارتن أتكينز (بالإنجليزية: Martin Atkins)‏ هو لاعب دارت بريطاني، ولد في 24 ديسمبر 1965 في إنجلترا في المملكة المتحدة.

## وصلات خارجية
- مارتن أتكينز على موقع DartsDatabase.co.uk (الإنجليزية)